# Messier 65
Messier 65 (NGC 3623) is een spiraalstelsel in het sterrenbeeld Leeuw (Leo). De Fransman Charles Messier ontdekte het stelsel in 1780 en nam het vervolgens als nummer 65 op in zijn lijst van komeetachtige objecten.
Messier 65 ligt op zo'n 35 miljoen lichtjaar afstand en vormt samen met Messier 66 en NGC 3628 een groep sterrenstelsels die gravitationeel met elkaar verbonden zijn.
Hoewel Messier 65 een stofband vertoont die meestal actieve sterformatie aanduidt bestaat het sterrenstelsel voornamelijk uit oudere sterren.